# Caesar van Everdingen
Caesar Boetius van Everdingen (født 1617 i Alkmaar, død 1678 semmesteds) var en nederlandsk maler, bror til Allaert van Everdingen.
Som kunstner var han af vidt forskellig art: udpræget akademiker, der malede i elegant og glat foredrag. Han var elev af Jan Gerritsz van Bronckhorst, medlem af Lukas-gildet i Alkmaar og særlig knyttet til Haarlem. 
Hans hovedemner var mytologiske og allegoriske billeder, også portrætter (ofte de bedste). Kendte værker er de dekorative arbejder til Huis ten Bosch uden for Haag, Bacchus og Amor (Dresden) samt det dygtigt og realistisk malede Diogenes (Mauritshuis, Haag); i Statens Museum for Kunst i København ses Venus.
- Officieren en vaandeldragers van de Oude Schutterij
Officerer og bannerførere i den gamle Milits
- Joueuse de Cistre
Cittern spiller
- Meisje met brede hoed
Pige med bred hat